# Guennadi Kostylev
Guennadi Ivanovitch Kostylev (en russe : Геннадий Иванович Костылев) est un footballeur et entraîneur de football soviétique et russe né le 27 septembre 1940 à Konstantinovka.

## Biographie

### Carrière de joueur
Formé à l'école de football de Moscou, Guennadi Kostylev fait ses débuts professionnels à l'âge de 18 ans en 1958 sous les couleurs de l'Energia Voljski en deuxième division soviétique. Il rejoint en 1960 le Zénith Ijevsk où il joue quatre saisons.
Transféré au Volga Gorki en 1964, il découvre cette année-là la première division et dispute l'intégralité des matchs du club en championnat. Il ne peut cependant pas empêcher la relégation des siens au terme de la saison. Il y passe par la suite deux autres années en deuxième division.
Il retourne au Zénith Ijevsk en 1967 et y évolue quatre saisons avant de mettre un terme à sa carrière en fin d'année 1970, à l'âge de 30 ans.

### Carrière d'entraîneur
Se consacrant à une carrière d'entraîneur à partir de 1968, Kostylev occupe un poste au sein des équipes de jeunes de la sélection républicaine de la RSFS de Russie entre 1968 et 1974. Il obtient lors de cette dernière année son premier poste d'entraîneur principal à la tête du Zénith Ijevsk qu'il occupe jusqu'en 1975. Après avoir occupé brièvement un poste d'assistant au Zvezda Perm en 1978 avant de revenir dans les équipes de jeunes de la RSFSR, il devient l'entraîneur du Stroïtel Tcherepovets de 1980 à 1982, avant de prendre la tête du Rubin Kazan pour la saison 1983.
Nommé en 1984 par la fédération soviétique pour entraîner les sélections de jeunes, Kostylev dirige ainsi l'équipe des moins de 16 ans qui remporte le championnat d'Europe de sa catégorie en 1985. Il est par la suite à la tête de la sélection des moins de 20 ans qui termine troisième de la Coupe du monde en 1991. Il quitte finalement ses fonctions en fin d'année 1991.
Après son départ de la sélection soviétique, Kostylev devient entraîneur adjoint de Pavel Sadyrine au CSKA Moscou en début d'année 1992 avant de prendre sa place à la tête de l'équipe dès le mois de juillet après son départ pour la sélection russe. Peu de temps après sa nomination, il dirige alors le club durant les premiers tours de la Ligue des champions 1992-1993, lors desquels le CSKA élimine successivement l'équipe islandaise du Víkingur Reykjavik puis le tenant du titre le FC Barcelone pour accéder à la phase de groupes. Cet exploit reste cependant sans suite, l'équipe terminant par la suite dernier de son groupe sans aucune victoire. En parallèle, il mène le club à la cinquième place du championnat russe de 1992 avant d'atteindre la finale de la coupe nationale l'année suivante, qui est finalement perdue contre le Torpedo Moscou. Par la suite des performances décevantes en championnat amènent à son départ au mois d'août 1993.
Il occupe un poste d'entraîneur au sein des équipes de jeunes de la sélection russe entre 1994 et 1995. Il prend ensuite la tête de l'Arsenal Toula entre janvier et septembre 1996 avant de revenir au CSKA Moscou où il retrouve un poste d'adjoint aux côtés de Pavel Sadyrine. Brièvement appelé à la tête de l'Irtych Omsk pour la deuxième partie de la saison 1998, il ne parvient pas à maintenir l'équipe en deuxième division et quitte ses fonctions en fin d'année.
Après avoir occupé des postes d'adjoints au Torpedo-ZIL Moscou en 1999 puis au Rotor Volgograd en 2000 et 2001, il est devient entraîneur du FK Krasnoznamensk en juin 2001, mais ne reste en poste que deux mois. Il termine ensuite l'année 2001 comme recruteur au CSKA Moscou. Il retrouve un poste en 2003 avec le Titan Moscou, qu'il amène à la sixième place du groupe Centre de la troisième division avant de rejoindre l'année suivante le Saturn Ramenskoïe. Il y devient dans un premier temps adjoint et entraîneur dans les équipes de jeunes avant d'être nommé à la tête du club-école du Saturn Iegorevsk entre décembre 2004 et août 2006. Il entraîne par la suite les équipes de jeunes du FK Moscou durant les saisons 2009 et 2010.

## Statistiques

### Statistiques de joueur
| Saison                | Club                  | Championnat           | Championnat | Championnat | Coupe(s) nationale(s) | Coupe(s) nationale(s) | Total | Total |
| Saison                | Club                  | Division              | M.          | B.          | M.                    | B.                    | M.    | B.    |
| 1958                  | Energia Voljski       | D2                    | 4           | 0           | -                     | -                     | 4     | 0     |
| 1959                  | Energia Voljski       | D2                    | 19          | 1           | 2                     | 0                     | 21    | 1     |
| Sous-total            | Sous-total            | Sous-total            | 23          | 1           | 2                     | 0                     | 25    | 1     |
| 1960                  | Zénith Ijevsk         | D2                    | 24          | 0           | -                     | -                     | 24    | 0     |
| 1961                  | Zénith Ijevsk         | D2                    | 22          | 0           | 2                     | 0                     | 24    | 0     |
| 1962                  | Zénith Ijevsk         | D2                    | 23          | 1           | -                     | -                     | 23    | 1     |
| 1963                  | Zénith Ijevsk         | D3                    | 31          | 1           | -                     | -                     | 31    | 1     |
| Sous-total            | Sous-total            | Sous-total            | 100         | 2           | 2                     | 0                     | 102   | 2     |
| 1964                  | Volga Gorki           | D1                    | 32          | 3           | -                     | -                     | 32    | 3     |
| 1965                  | Volga Gorki           | D2                    | 44          | 4           | -                     | -                     | 44    | 4     |
| 1966                  | Volga Gorki           | D2                    | 29          | 1           | -                     | -                     | 29    | 1     |
| Sous-total            | Sous-total            | Sous-total            | 105         | 8           | -                     | -                     | 105   | 8     |
| 1967                  | Zénith Ijevsk         | D3                    | -           | -           | -                     | -                     | 0     | 0     |
| 1968                  | Zénith Ijevsk         | D2                    | 40          | 3           | -                     | -                     | 40    | 3     |
| 1969                  | Zénith Ijevsk         | D2                    | 26          | 5           | 1                     | 0                     | 27    | 5     |
| 1970                  | Zénith Ijevsk         | D3                    | 25          | 1           | -                     | -                     | 25    | 1     |
| Sous-total            | Sous-total            | Sous-total            | 91+         | 9           | 1                     | 0                     | 92    | 9     |
| Total sur la carrière | Total sur la carrière | Total sur la carrière | 319+        | 20          | 29                    | 0                     | 348   | 20    |

### Statistiques d'entraîneur
| Zénith Ijevsk         | 1974              | 1975             | 73  | 18  | 17 | 38  | 24,7 |
| Stroïtel Tcherepovets | 1980              | 1982             | 100 | 39  | 23 | 38  | 39,0 |
| Rubin Kazan           | 1983              | 1983             | 29  | 11  | 10 | 8   | 37,9 |
| CSKA Moscou           | 19 juillet 1992   | 13 août 1993     | 51  | 22  | 10 | 19  | 43,1 |
| Arsenal Toula         | janvier 1996      | 3 septembre 1996 | 31  | 19  | 5  | 7   | 61,3 |
| Irtych Omsk           | 24 juillet 1998   | décembre 1998    | 21  | 5   | 4  | 12  | 23,8 |
| FK Krasnoznamensk     | juin 2001         | juillet 2001     | 12  | 2   | 3  | 7   | 16,7 |
| Titan Moscou          | 2003              | 2003             | 38  | 19  | 7  | 12  | 50,0 |
| Saturn Iegorevsk      | 1er décembre 2004 | 16 août 2006     | 60  | 20  | 15 | 25  | 33,3 |
| Total                 | Total             | Total            | 415 | 155 | 94 | 166 | 37,3 |

## Palmarès d'entraîneur
Union soviétique
- Champion d'Europe des moins de 16 ans en 1985.

 CSKA Moscou
- Finaliste de la Coupe de Russie en 1993.